# Björne Väggö
Björne Väggö (n. 9 septembrie 1955, Malmö, Malmöhus⁠(d), Suedia) este un scrimer suedez, medaliat olimpic. A participat la o ediție a Jocurilor Olimpice (1984) în care a câștigat o medalie de argint.

## Participări
Lista de mai jos prezintă principalele competiții la care a participat Björne Väggö de-a lungul carierei.
- fencing at the 1984 Summer Olympics – men's épée[*]